# Иден (тауншип, округ Пайпстон, Миннесота)
И́ден (англ. Eden) — тауншип в округе Пайпстон, Миннесота, США. На 2000 год его население составило 294 человека.

## География
По данным Бюро переписи населения США площадь тауншипа составляет 111,4 км², из которых 111,0 км² занимает суша, а 0,4 км² — вода (0,35 %).

## Демография
По данным переписи населения 2000 года здесь находились 294 человека, 98 домохозяйств и 79 семей.  Плотность населения —  2,6 чел./км².  На территории тауншипа расположено 103 постройки со средней плотностью 0,9 построек на один квадратный километр. Расовый состав населения: 98,64 % белых и 1,36 % приходится на две или более других рас.
Из 98 домохозяйств в 41,8 % воспитывались дети до 18 лет, в 75,5 % проживали супружеские пары, в 2,0 % проживали незамужние женщины и в 18,4 % домохозяйств проживали несемейные люди. 14,3 % домохозяйств состояли из одного человека, при том 8,2 % из — одиноких пожилых людей старше 65 лет. Средний размер домохозяйства — 3,00, а семьи — 3,34 человека.
35,0 % населения — младше 18 лет, 4,4 % — в возрасте от 18 до 24 лет, 26,9 % — от 25 до 44, 21,1 % — от 45 до 64, и 12,6 % — старше 65 лет. Средний возраст — 35 лет. На каждые 100 женщин приходилось 98,6 мужчин.  На каждые 100 женщин старше 18 приходилось 103,2 мужчин.
Средний годовой доход домохозяйства составлял 42 813 долларов, а средний годовой доход семьи —  44 063 доллара. Средний доход мужчин —  24 063  доллара, в то время как у женщин — 21 875. Доход на душу населения составил 13 603 доллара. За чертой бедности находились 3,5 % семей и 6,0 % всего населения тауншипа, из которых 6,9 % младше 18 и 4,9% старше 65 лет.